# Пигмалион (фильм, 1938)
«Пигмалион» (англ. Pygmalion) — британский чёрно-белый кинофильм 1938 года, экранизация одноимённой комедии Бернарда Шоу. В главных ролях снялись Уэнди Хиллер и Лесли Говард. Сценарий фильма создавался при деятельном участии самого Бернарда Шоу, который написал несколько дополнительных сцен и эпизодов. Позже на основе этого сценария в 1956 году были созданы мюзикл «Моя прекрасная леди» и одноимённый кинофильм 1964 года.
Фильм пользовался большим успехом во многих странах. В 1938 году получил премию «Оскар» за лучший сценарий (Джордж Бернард Шоу, Иэн Дерлимпл, Сесил Льюис, В. П. Липскомб). Также номинировался на награду Академии кинематографических искусств и наук в категориях «Лучший фильм», «Лучшая мужская роль» и «Лучшая женская роль». Ещё одну премию — Кубок Вольпи за лучшую мужскую роль — картина получила в том же году на Венецианском кинофестивале.

## История создания
В середине 1930-х годов венгерский продюсер Габриэль Паскаль обратился к Бернарду Шоу с просьбой дать авторское разрешение на серию экранизаций самых знаменитых его пьес. К этому времени несколько экранизаций пьес Шоу уже существовали, и, учитывая их удручающий художественный уровень, Шоу потребовал, чтобы съёмки проходили под полным его контролем. Первым Паскаль решил экранизировать «Пигмалион». Шоу остался в целом доволен качеством фильма, поздравил создателей и разрешил продолжать серию; в дальнейшем Паскаль экранизировал пьесы «Майор Барбара», «Цезарь и Клеопатра» и «Андрокл и лев».
Техническую переработку пьесы в сценарий осуществили Иэн Дерлимпл, У. П. Липскоум и Сесил Льюис, несколько существенных новых эпизодов написал сам Шоу, в том числе ключевую сцену триумфа Элизы на балу. Современные издания английского текста пьесы обычно включают эти дополнения. В одном отношении Паскаль отступил от позиции Шоу — в финале фильма, в отличие от пьесы, Элиза возвращается к Хиггинсу.
На главную роль была приглашена 26-летняя театральная актриса Уэнди Хиллер, уже игравшая Элизу на сцене.
Костюмы — модных домов Уорта и Скиапарелли.

## В ролях
- Лесли Говард — профессор Генри Хиггинс
- Уэнди Хиллер — Элиза Дулиттл
- Уилфрид Лоусон — Альфред Дулиттл
- Мари Лор — миссис Хиггинс
- Скотт Сандерленд — полковник Пикеринг
- Джин Каделл — миссис Пирс
- Дэвид Три — Фредди Эйнсфорд-Хилл
- Эверли Грегг — миссис Эйнсфорд-Хилл